# Rolls-Royce MT30
Rolls-Royce MT30 (MT - Marine Trent) je aeroderivativna plinska turbina bazirana na turboventilatorskem motorju Trent 800 (Boeing 777). Ima več kot 80% delov sorodnih, kar v praksi pomeni veliko nadomestnih delov in veliko usposobljenih strokovnjakov za delo z motorjem. Večina razlik je zaradi prisotnosti soli v zraku in večjega deleža žvepla v gorivu. Določeni deli, kot so reduktor in štiristopenjska turbina izhajajo iz ostalih motorjev družine Trent (Trent 500). 
MT30 ima nameščen najsodobnješi elektronski kontrolni sistem FADEC, razvit posebej za ta motor. Rezultat je zanesljiv motor z 36MW izhodne moči in velikim izkoristkom. Za razliko od konkurenčnih motorjev, MT30 deluje z velikim izkoristkom tudi pri manjših močeh 25 MW. Za razliko od Trenta 892, MT30 nima ventilatorja in nizkotlačne turbine ampak dodatni stopnji kompresorja, dodana pa mu je prosta turbina. V bistvu gre za dvogredni motor z dodano prosto turbino, tako da ima skupno tri turbine.
Celotna turbina je razdeljena v module za lažjo zamenjavo: Modul 02 – Srednje tlačni kompresor z osmimi stopnjami, prve tri so variabilne in se samo aktivirajo. Na osmi stopnji so trije oddušniki kompresorskega zraka za tesnenje in hlajenje. Lopatice kompresorja in ohišje so prevlečeni z zaščitno prevleko proti koroziji. Srednjetlačni kompresot služi kot nosilni element za motor.
Modul 03 – Vmesnik za podpiranje in dodatno opremo motorja, naloga vmesnika ja da podpira ležaje visoko in srednjetlačnega kompresorja.
Modul 04 – Visokotlačni sistem, vključuje visokotlačni kompresor, zgorevalno komoro in visokotlačno turbino. Kompresor ima šest stopenj in posebno zaščito proti morskemu okolju.
Na tretji stopnji so oddušniki za visokotlačni zrak. Po potrebi se zrak lahko uporabi za anti-icing na vstopniku v turbino. Anularna zgorevalna komora ima 24 šob (6 manj kor pri LM2500, LM6000) in dve vžigalni svečki. Zgorevalnik je predelan za daljšo življenjsko dobo in uporabo mornarskega dizla z večjo vsebnostjo žvepla. Uporablja se terciarni zrak za zmanjšanje vsebnosti dima. 
Modul 05- Srednjetlačna turbina, enostopenjska srednje tlačna turbina. Pri LM 2500 in LM 6000 se uporablja dvostopenjska visokotlačna turbina
Modul 06 – Mehanizem za dodatno opremo, izhaja iz letalskega Trenta 500 (Airbus A340-500/600). Poganja oljne in gorivne črpalke, ter pritrdilno točko za zaganjalnik. Zaganjalnik zažene visokotlačni kompresor in se sam odklopi pri zadostnih obratih.
Modul 07 – Ohišje motorja
Modul 08- Nizkotlačna (prosta) turbina, ima štiri stopnje in izhaja iz letalskega Trenta 800 in industrijske turbine. Prvi tri stopnje so iz letalskega motorja, četrta pa iz industrijske turbine. Prosta turbina je nameščena na svoji gredi in ponuja boljšo tranzientno odzivnost proti spreminjanju moči motorja. 
Modul 09 – Zadnji del z ležaji, prosta turbina je vležajena z valjčnim ležajem spredaj in krogličnim ležajem zadaj. Nizkotlačna turbina se vrti protiurno, če gledamo od zadaj. Gred ima sklop za priklop na reduktor ali generator.
Turbino kontrolira EEC (Electronic Engine Controler), ki nadzira hitrost proste turbine z dotokom goriva v Gas Generator. Prav tako nadzira temperaturo, tlak in spremenljive statorske lopatice kompresorja in oddušne ventile za kompresorski zrak. EPS (Engine Protection System) ponuja zaščito proti preveliki hitrosti tako, da zapre dotok goriva.
Obstajo štiri različice MT30:
- MT3036-85: za komericalni trg z močjo 36MW pri 26 0C
- MT3036-88: za pogon ladij. Moč 36 MW pri 38 0C
- MT3036-89: za pogon ladij, Moč 36 MW pri 38 0C z možnostjo povečanja na 110%
- MT3040B01: za pogon mehanske gredi z močjo 40 MW pri 15 0C

## Tehnični podatki
- Moč: 42000 kw (MW)
- Toplotni pretok: 8641 kJ/kWh
- Izkoristek: 42% (največji)
- Masni pretok: 113 kg/s
- Masa: 22000 kg

## Uporaba
- Letalonosilke razreda Queen Elizabeth
- Bodoča frigata tipa 26 [2]
- Rušilec razreda Zumwalt
- Littoral combat ship
- Frigata razred Incheon